# Sergejs Mirskis
Sergejs Mirskis (ros. Сергей Мирский, Siergiej Mirski; ur. 1952) – łotewski polityk, od 2006 poseł na Sejm. 

## Życiorys
W 1969 ukończył szkołę średnią w Rydze. W latach 90. związany z Partią Rosyjską, kandydował z jej ramienia do Rady Miejskiej w Rydze, następnie pracował jako menadżer, pełnił również obowiązki wiceprezesa Centrum Zgody w Rydze. W latach 2006, 2010 i 2011 uzyskiwał mandat poselski z ramienia Centrum. 
Pochodzi z rodziny o korzeniach niemiecko-rosyjsko-polskich. Jako swoją narodowość podaje niemiecką.

## Odznaczenia
- Medal Rady Bałtyckiej – 2010[3]